# Cecrops I

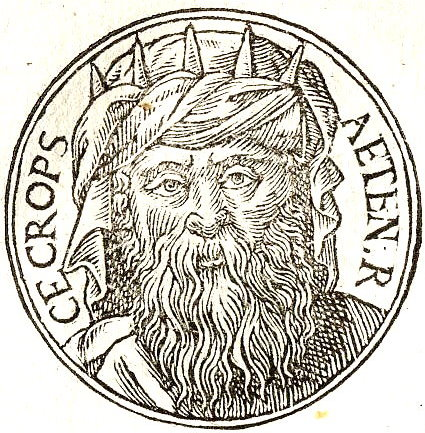
Cecrops I pe "Promptuarii Iconum Insigniorum "

Cecrops I (greacă Κέκρωψ, Kékrōps) a fost un rege legendar al Atenei despre care se spune că a domnit cincizeci și șase ani. Era reprezentat ca un om cu un corp care se termină cu coadă de șarpe (vezi Reptilieni). În antichitate, șarpele era un simbol al pământului.
Numele lui Cecrops sau Codrus nu este de origine greacă potrivit lui Strabon.
| Predecesor: Actaeus | Rege al Atenei 56 de ani? | Succesor: Cranaus |

1. 1 2 3  RSKD / Cecrops[*] Verificați valoarea |titlelink= (ajutor)